# Braunfelsia plicata
Braunfelsia plicata är en bladmossart som beskrevs av Brotherus 1901. Braunfelsia plicata ingår i släktet Braunfelsia och familjen Dicranaceae. Inga underarter finns listade i Catalogue of Life.